# Gerard Sutarzewicz
Gerard Sutarzewicz (ur. 17 listopada 1911, zm. 30 listopada 1983 w Warszawie) – polski aktor teatralny.
W sezonach 1952/1953 i 1953/1954 grał na deskach warszawskiego Teatru Syrena, od 1956 do 1974 związał się z Teatrem Ludowym w Warszawie, a następnie do przejścia na emeryturę w 1981 grał w Teatrze Nowym (była to ta sama scena, tylko w 1974 zmieniono przywrócono dawną nazwę teatru). W 1973 wystąpił w spektaklu Teatru Telewizji „Marskarada” według Michaiła Lermontowa w reżyserii Konstantego Ciciszwili.